# كريستيان برجلاند
كريستيان برجلاند (بالسويدية: Christian Berglund)‏ هو لاعب هوكي الجليد سويدي، ولد في 12 مارس 1980 في أوربرو في السويد.

## وصلات خارجية
- كريستيان برجلاند على موقع دوري الهوكي الوطني (الإنجليزية)
- كريستيان برجلاند على موقع قاعة مشاهير الهوكي (لاعب أن.إتش.أل) (الإنجليزية)
- كريستيان برجلاند على موقع EliteProspects.com (الإنجليزية)
- كريستيان برجلاند على موقع Eurohockey.com (الإنجليزية)
- كريستيان برجلاند على موقع HockeyDB.com (الإنجليزية)
- كريستيان برجلاند على موقع Hockey-Reference.com (الإنجليزية)